# Palmares Catania 2002-2003
La stagione 2002-2003 della Palmares Catania è stata la prima disputata in Serie A2 femminile.
La società catanese si è classificata al decimo posto in A2 e si è salvata ai play-out.

## Verdetti stagionali
Competizioni nazionali
- Serie A2:

stagione regolare: 10º posto su 14 squadre (12-14);
play-out: salva al secondo turno contro Alcamo (2-3).

## Rosa
| Giocatrici |
| ---------- |

| N° | Naz.                 | Ruolo | Sportivo           | Anno | Alt. |  |
| -- | -------------------- | ----- | ------------------ | ---- | ---- |  |
|    | Italia (bandiera)    | P     | Giulia Borgia      | 1979 | 160  |  |
|    | Italia (bandiera)    | AC    | Antonella Buscemi  | 1977 | 186  |  |
|    | Italia (bandiera)    | P     | Deborah Celi       | 1976 |      |  |
|    | Italia (bandiera)    | G     | Antonella Felice   | 1983 | 173  |  |
|    | Italia (bandiera)    | G     | Francesca Mannucci | 1977 | 172  |  |
|    | Rep. Ceca (bandiera) | C     | Jana Neradová      | 1967 |      |  |
|    | Italia (bandiera)    | A     | Rosanna Patara     | 1969 |      |  |
|    | Italia (bandiera)    | C     | Irene Stancanelli  | 1974 | 186  |  |

| Staff tecnico                                     |
| ------------------------------------------------- |
| Allenatore: Angelo Valerio, dalla 15ª Carlo Costa |
| Preparatore atletico: Mario Lombardo              |

| Giocatrici acquisite a stagione in corso |
| ---------------------------------------- |

| N° | Naz.              | Ruolo | Sportivo                     | Anno | Alt. |  |
| -- | ----------------- | ----- | ---------------------------- | ---- | ---- |  |
|    | Italia (bandiera) | P     | Valentina Petrassi (da dic.) | 1974 | 172  |  |
|    | Italia (bandiera) | PG    | Arianna Badalato (da gen.)   | 1984 | 172  |  |

| Giocatrici cedute a stagione in corso |
| ------------------------------------- |

| N° | Naz.              | Ruolo | Sportivo                       | Anno | Alt. |  |
| -- | ----------------- | ----- | ------------------------------ | ---- | ---- |  |
|    | Italia (bandiera) | GA    | Marzia Ferlito (fino a ott.)   | 1983 | 175  |  |
|    | Italia (bandiera) | G     | Deborah Bruni (fino a dic.)    | 1972 |      |  |
|    | Italia (bandiera) |       | Fabiola Frisenda (fino a dic.) | 1979 |      |  |

## Dirigenza
- Presidente: Fabio Ferlito
- Vice presidente: Salvatore Parlato

## Statistiche
| Giocatrice         | Gare | Punti |
| ------------------ | ---- | ----- |
| Mannucci Francesca | 30   | 480   |
| Petrassi Valentina | 20   | 240   |
| Patara Rosanna     | 29   | 228   |
| Neradova Jana      | 27   | 225   |
| Buscemi Antonella  | 31   | 208   |
| Stancanelli Irene  | 24   | 175   |
| Borgia Giulia      | 28   | 156   |
| Felice Antonella   | 23   | 57    |
| Celi Deborah       | 28   | 55    |
| Bruni Deborah      | 11   | 33    |
| Frisenda Fabiola   | 7    | 26    |
| Badalato Arianna   | 3    | 0     |